# Jan Nowak
Jan Nowak-Jeziorański (de son vrai nom Zdzisław Antoni Jeziorański), né le 3 octobre 1914 à Berlin et mort le 20 janvier 2005 à Varsovie, est un journaliste, écrivain, homme politique et patriote polonais, figure emblématique de l'histoire de la Pologne. Homme de confiance de l'AK (Armia Krajowa, armée de l'intérieur, qui regroupait les résistants polonais), il sert d'agent de liaison avec le gouvernement polonais en exil à Londres au moment où les communications avec la Pologne occupée sont devenues impossibles. Dernier émissaire à regagner Varsovie à la veille de l'insurrection, il combat dans le soulèvement de Varsovie de 1944. 
Ayant échappé à la répression qui fit 200.000 morts, Nowak réussit à quitter Varsovie pour Londres, avec des films témoignant de l'événement. Il est ensuite journaliste à la Radio BBC, puis directeur, pendant la guerre froide, de la section polonaise de Radio Free Europe. Pendant les présidences de Jimmy Carter et Ronald Reagan, le légendaire Courrier de Varsovie est consultant auprès du Conseil de sécurité nationale des États-Unis.

## Biographie
Fils de Wacław Jeziorański et d'Elżbieta, née Piotrowska, Zdzisław Jeziorański fréquente le lycée Adam Mickiewicz à Varsovie et appartient au mouvement scout. Après les études d'économie à l'Université de Adam Mickiewicz Poznań, il y travaille comme assistant du professeur Edward Taylor (pl).

### Seconde Guerre mondiale
Il participe à la défense de la Pologne lors de l'invasion allemande en septembre 1939. Il combat comme bombardier cadet dans le 2e Escadron d'artillerie à cheval (pl). Il est fait prisonnier par les Allemands lors des combats sur la rivière Bug en Volhynie, mais réussit à s'échapper du transport de prisonniers qui les amène en Allemagne et à rentrer à Varsovie où il s'engage dans la résistance au sein de Związek Walki Zbrojnej puis l'Armia Krajowa (armée de l'intérieur). Il participe, entre autres, à l'Opération N, une action de désinformation des nazis.
Au sein de l'AK, Jeziorański rencontre sa future épouse, un officier de liaison, Jadwiga Wolska, pseudonyme "Greta". Il utilise, quant à lui, les pseudonymes "J. Zych", "Jan Zych", "Zych", "Janek" et "Jan Nowak".
À partir de 1943, en tant que courrier du commandant en chef de l'Armée de l'Intérieur en liaison avec le Gouvernement de la République de Pologne exilé à Londres, il traverse cinq fois l'Europe occupée. Après une première tentative avortée en mai 1943, il passe presque miraculeusement en Suède le 7 novembre, d'où la légation polonaise le fait passer en Écosse à bord d'un bombardier léger Mosquito, affrété par la BOAC. Parvenu au Royaume-Uni, il rend compte de la situation dans le pays au général Kazimierz Sosnkowski, commandant en chef de l'Armée polonaise, et au premier ministre Stanisław Mikołajczyk. C'est lui qui informe les Alliés de la résistance polonaise aux nazis et raconte au monde le soulèvement du ghetto de Varsovie en 1943.
Il combat dans l'insurrection de Varsovie déclenchée par les résistants polonais le 1er août 1944. La veille de la capitulation de Varsovie, le 1er octobre 1944, il quitte la ville avec la population civile sur ordre du commandant en chef de l'Armée de l'Intérieur, le général Tadeusz Komorowski, en emportant avec lui des centaines de documents et de photos avec lesquels il réussit à passer à Londres.

### La Dissidence

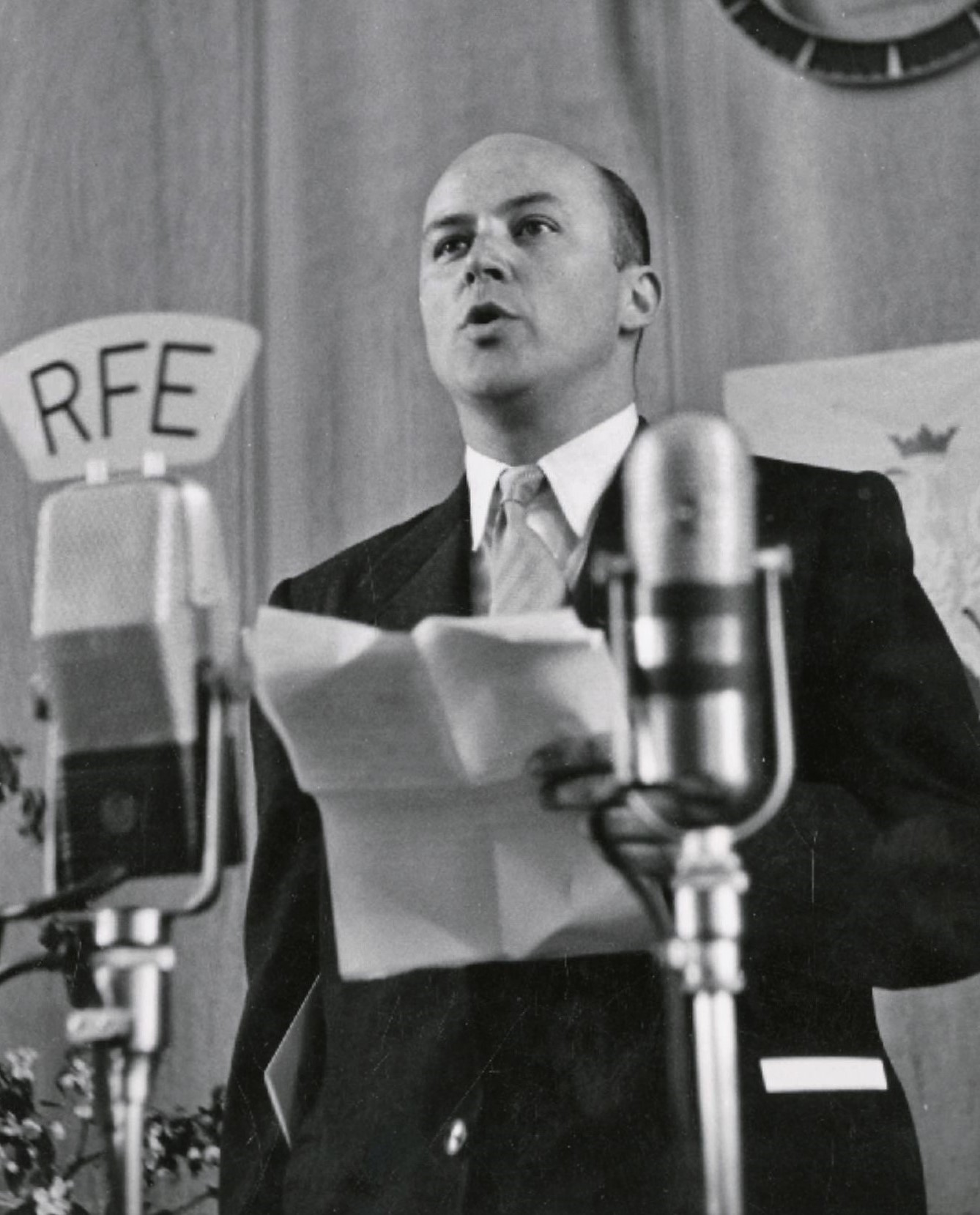
Jan Nowak-Jezioranski à Radio Free Europe

Après la fin de la guerre, il décide de rester à l'étranger. Son pseudonyme devient une partie de son nom. À partir de 1948, il travaille à Radio BBC, puis à Radio Free Europe.
Le 3 mai 1952, il anime la première émission en polonais depuis le nouveau siège de Radio Free Europe à Munich, station financée par le Congrès américain émettant vers le bloc communiste. Dans un discours historique, il déclare que "le jour viendra où l'aube de la liberté brillera à nouveau sur Varsovie". Il dirige la section polonaise de la Radio Free Europe de 1952 à 1976.
Il s'installe ensuite à Washington aux États-Unis. Il devient, avec Zbigniew Brzeziński, le plus célèbre porte-parole des intérêts polonais. Pendant les présidences de Jimmy Carter et Ronald Reagan, il est consultant auprès du Conseil de sécurité nationale des États-Unis. Depuis les États-Unis, il s'implique dans l'aide à l'opposition démocratique polonaise et à Solidarnosc. Pendant de nombreuses années, il est directeur du Congrès polonais américain.
Dans les années 90, il fait pression pour l'adhésion de la Pologne à l'OTAN et qualifie la journée de ratification de l'élargissement de l'Alliance "du jour le plus important de sa vie". "J'ai vécu pour voir la Pologne non seulement indépendante, mais aussi sûre", a-t-il déclaré.
En août 1989, à l'invitation de Lech Wałęsa, Nowak-Jeziorański revient en Pologne pour la première fois depuis la guerre. Après cela, il se rend régulièrement dans le pays. Lors de l'élection présidentielle de 1995, Nowak-Jeziorański soutient Lech Wałęsa contre Tadeusz Mazowiecki.

### Retour au pays

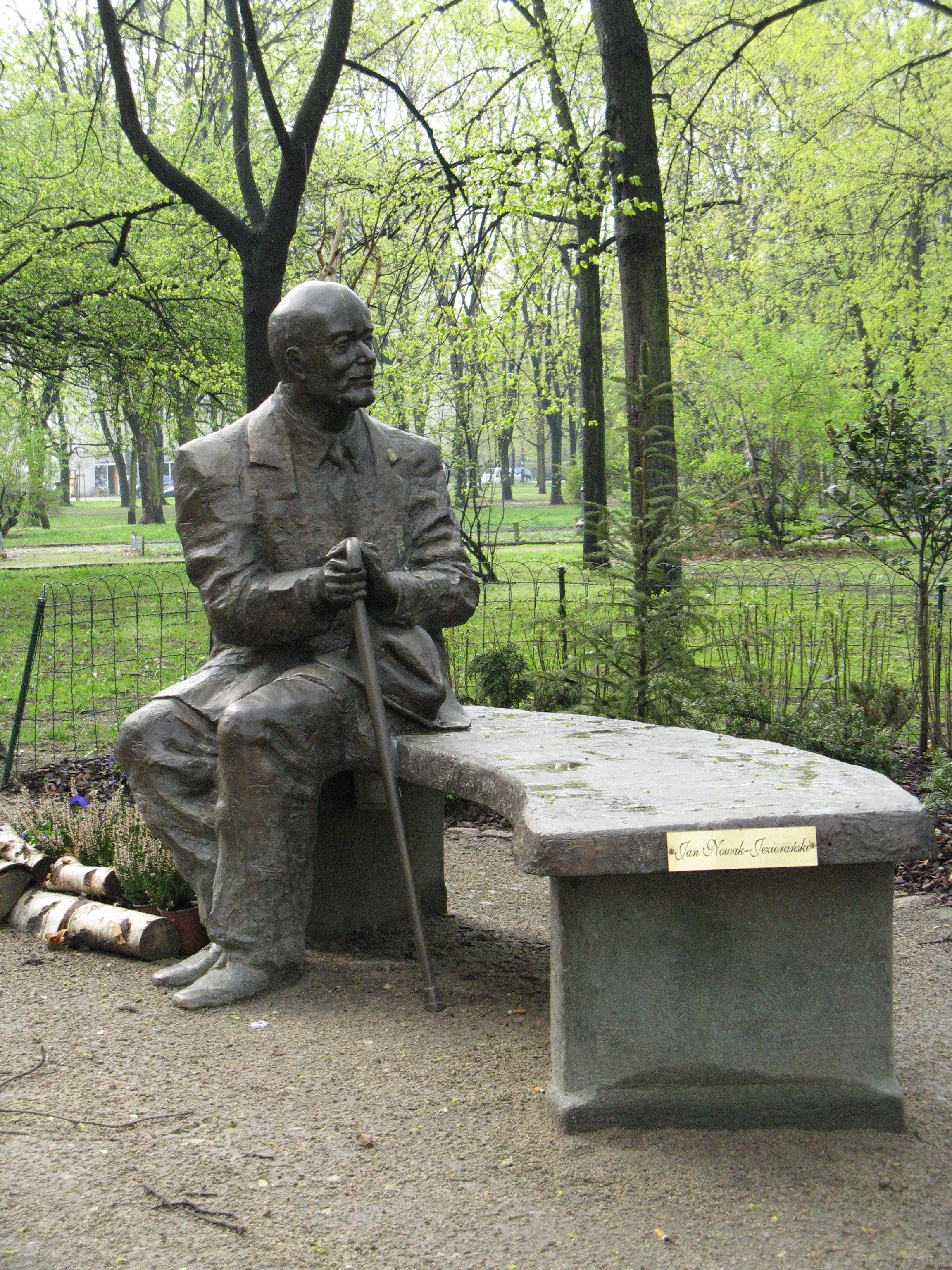
Monument de Jan Nowak-Jeziorański dans le parc Edward Rydz-Śmigły à Varsovie

Après 58 ans dans l'émigration, il rentre définitivement dans son pays natal en juillet 2002 et s'implique dans la vie publique. Il commente les événements politiques, œuvre pour l'intégration de la Pologne dans l'Union européenne et pour le développement des relations avec ses voisins de l'Est. 
Il est une autorité morale pour de nombreux Polonais.
Il fonde une organisation à but non lucratif, Collège d'études est-européennes, basée à Wrocław qui publie la revue New Eastern Europe (en) dans le but d'approfondir la compréhension et la connaissance des États et des sociétés d'Europe centrale et orientale et de l'ex-URSS. 
En novembre 2002, le président lituanien Valdas Adamkus lui décerne la citoyenneté lituanienne en reconnaissance de ses efforts pour soutenir la Lituanie dans son rapprochement avec l'OTAN.
Il devient citoyen d'honneur des villes de Cracovie, Varsovie, Poznań, Wrocław, Gdańsk et Gdynia. 
Il est également docteur honoris causa de l'université Jagellonne, de l'université de Varsovie, de l'université de Wrocław et de l'université de Poznań et nommé « Homme de réconciliation 2002 » par le Conseil polonais des chrétiens et des juifs (pl), membre du réseau du Conseil international des chrétiens et des juifs. 
En 1996, le président Bill Clinton le décore de la Médaille présidentielle de la liberté.  
En 2004, Andrzej Wajda, le réalisateur du film Ils aimaient la vie, l'interroge sur l'insurrection de Varsovie et son sentiment soixante ans plus tard après l'échec de ce soulèvement, des nombreuses pertes humaines et la destruction d'une grande partie de la ville. S'il s'agissait selon lui d'une bonne ou d'une mauvaise décision de la part des habitants de se révolter. Il déclare notamment que d'après son expérience d'avant l'insurrection, le peuple polonais était trop optimiste sur l'aide qu'apporterait les occidentaux, et en particulier les anglais, ainsi que les réelles intentions de Joseph Staline du côté de l'URSS, qui pour eux la Pologne n'était pas un enjeu stratégique. Il relève aussi que les soixante trois jours qu'a duré l'insurrection, cela a ralenti l'avancée de l'armée rouge sur l'Allemagne en modifiant l'histoire sur l'occupation de l'Allemagne après la Seconde Guerre mondiale, en particulier la ville de Berlin. Il conclut par l'attitude des polonais lorsqu'ils vivaient dans la République populaire de Pologne, plus réticent par la suite à l'idée d'un nouveau soulèvement armé, non pas cette fois contre les allemands mais contre les russes, comme lors de l'insurrection de Budapest en 1956 en Hongrie, qui fut aussi un échec, en adoptant une attitude plus passive, jusque dans les années 1980 et le mouvement syndicaliste Solidarność. 
Il est lauréat de nombreux prix journalistiques et l'auteur de plusieurs livres, dont Courrier de Varsovie, La guerre dans l'éther, La Pologne de loin, En quête d'espoir et Parlons de la Pologne, Faits, événements, opinions.
Jan Nowak-Jeziorański décède le 20 janvier 2005 à Varsovie. Il est enterré au cimetière de Powązki.
En 2019, le réalisateur Władysław Pasikowski lui consacre un film biographique Courrier.

## Un extrait deCourrier de Varsovie
« Dans toutes ces rencontres, j’avais parlé, de ma propre initiative, de l’extermination des Juifs et de la destruction du ghetto de Varsovie. Pareil génocide, l’assassinat de centaines de milliers de personnes comme du bétail à l’abattoir, n’avait pas de précédent, semblait-il, dans l’histoire. Tous m’avaient écouté avec intérêt, mais aussi avec une incrédulité, qui ne m’avait pas échappée. Trente et quelques années plus tard, en feuilletant les notes et les rapports de mes interlocuteurs de l’époque, je remarquai avec étonnement que la question des Juifs en avait été totalement écartée. 
Mon prédécesseur, l’émissaire Jan Karski, avait fait la même expérience lorsqu’il était arrivé à Londres, un an plus tôt, porteur d’une somme considérable d'informations sur le sort des Juifs. Karski était allé loin : avant de partir, il avait risqué sa vie en se faisant passer pour un policier estonien afin de pénétrer dans le camp de la mort de Belzec et d’y voir de ses propres yeux quel était réellement le sort des Juifs emprisonnés là-bas. Je savais par Jan Karski lui-même qu’il avait profité d’une audience chez Eden pour parler en détail de l’extermination systématique et progressive de la population juive. Le secrétaire d’État britannique avait estimé cet entretien suffisamment important pour en communiquer le compte rendu à tous les membres du cabinet de guerre. Je le retrouvai dans les Archives et je constatai avec étonnement que rien de ce que Karski avait déclaré concernant la liquidation des Juifs n’y figurait. Pourquoi ? »

## Distinctions et honneurs
- Croix d'argent de l'Ordre Virtuti Militari, la plus haute distinction militaire en Pologne, 1944
- Croix de la Valeur, distinction militaire,1944
- Officier de l'Ordre Polonia Restituta, 1990
- Commandeur avec étoile de l'Ordre du Mérite de la République de Pologne, 1993
- Chevalier de l'Ordre de l'Aigle blanc, la plus haute et plus ancienne distinction civile en Pologne, 1994
- Médaille présidentielle de la Liberté, la plus haute distinction civile aux États-Unis,1996
- King's Medal for Courage in the Cause of Freedom
- Grand-croix de l'Ordre du grand-duc Gediminas, la plus haute distinction civile en Lituanie, 2002
- Homme de réconciliation, 2002, décerné par le Conseil polonais des chrétiens et des juifs (pl)
- Prix littéraire Stefan Kisielewski, 1999
- Prix littéraire Ksawery Pruszyński, 2001
- Lumen Mundi, 2001
- Docteur honoris causa de l'université Jagellonne, 2000[9], de l'université de Varsovie, de l'université de Poznań et de l'université de Wrocław
- Citoyen d'honneur de Varsovie, Cracovie, Poznań, Wrocław, Gdańsk et Gdynia
- Wiktor et Superwiktor, 2003 , prix de l'Académie de la Télévision Polonaise
- Microphone d'or, Microphone de diament - prix de la Radio polonaise
- Business Centre Club Prize, 2003

## Ouvrage
- Jan Nowak, Courrier de Varsovie, Gallimard, collection « Témoins », Paris,1983  (ISBN 2-07-070011-9).